# Trachea mediifascia
Trachea mediifascia là một loài bướm đêm trong họ Noctuidae.